# ノアスターン・アレナ・ホーセンス
ノアスターン・アレナ・ホーセンス（Nordstern Arena Horsens）は、デンマーク・ホーセンスにあるサッカー専用スタジアム。

## 概要
1929年開場ではあるが、2009年に大規模な改修工事を行なったため、現在は収容人数10,495人、全席シートヒーターの近代的なスタジアムとなっている。
2009年の改修後から2022年までスタジアムの命名権を取得した国内のゼネコンメーカーであるCASA社によってCASAアレナ・ホーセンス (CASA Arena Horsens)と命名されたが、2022年にCASA社が吸収合併されたため、命名権はクラブに変換された。
サッカーの試合以外ではコンサート会場としても使用され、ザ・ウィークエンドやハリー・スタイルズらがコンサートを行なった。

## ギャラリー

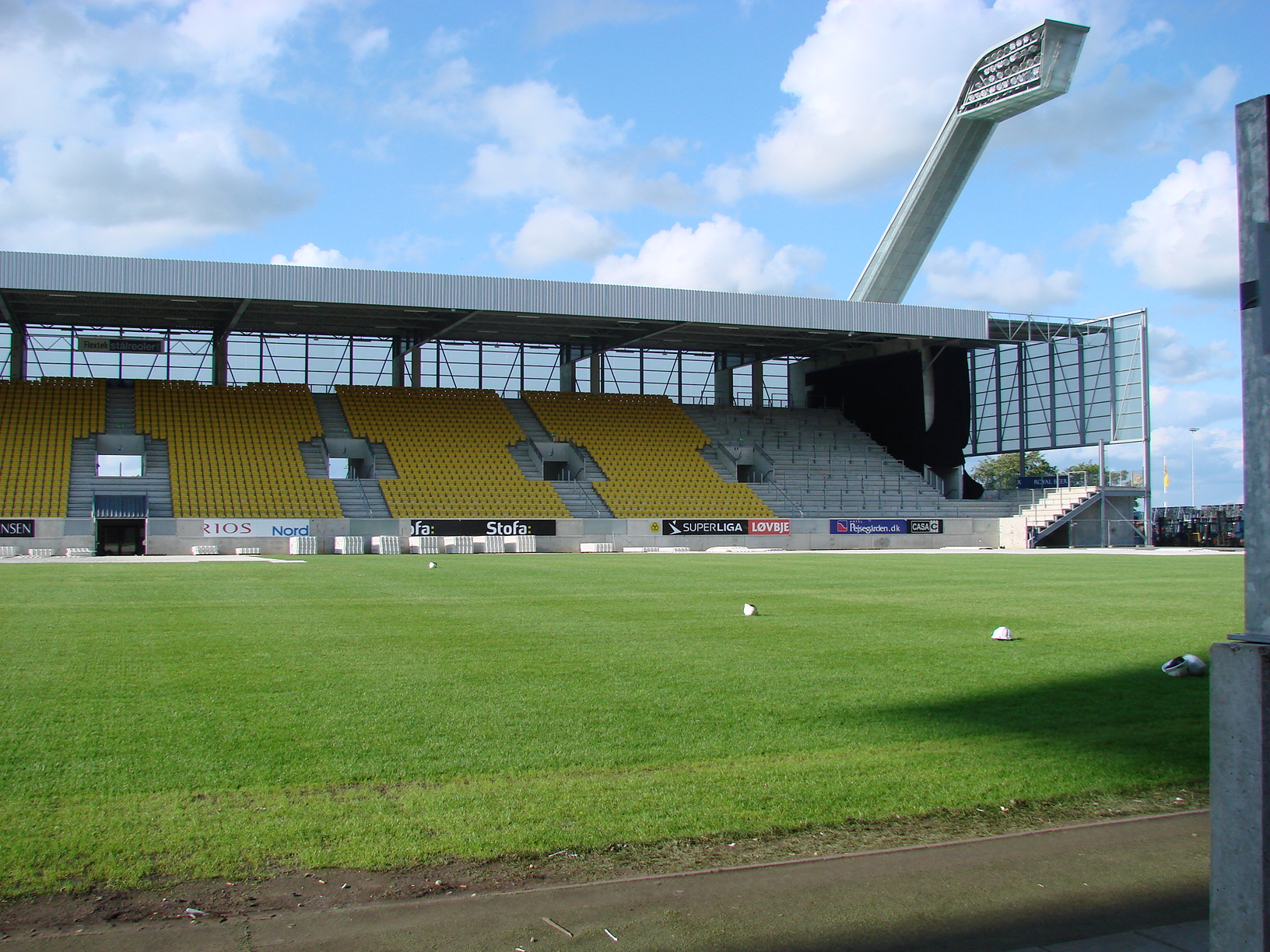
ピッチ
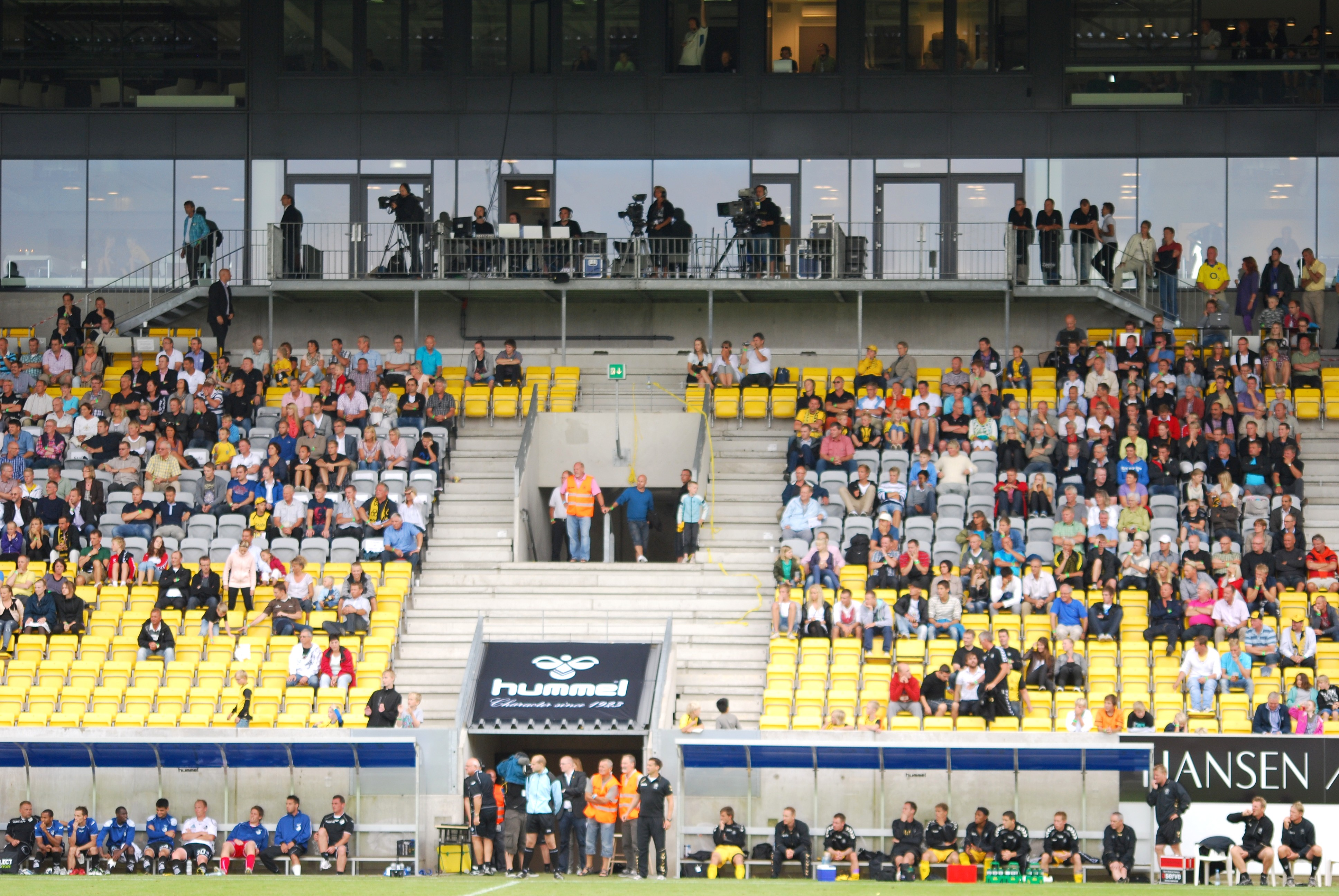
メインスタンド
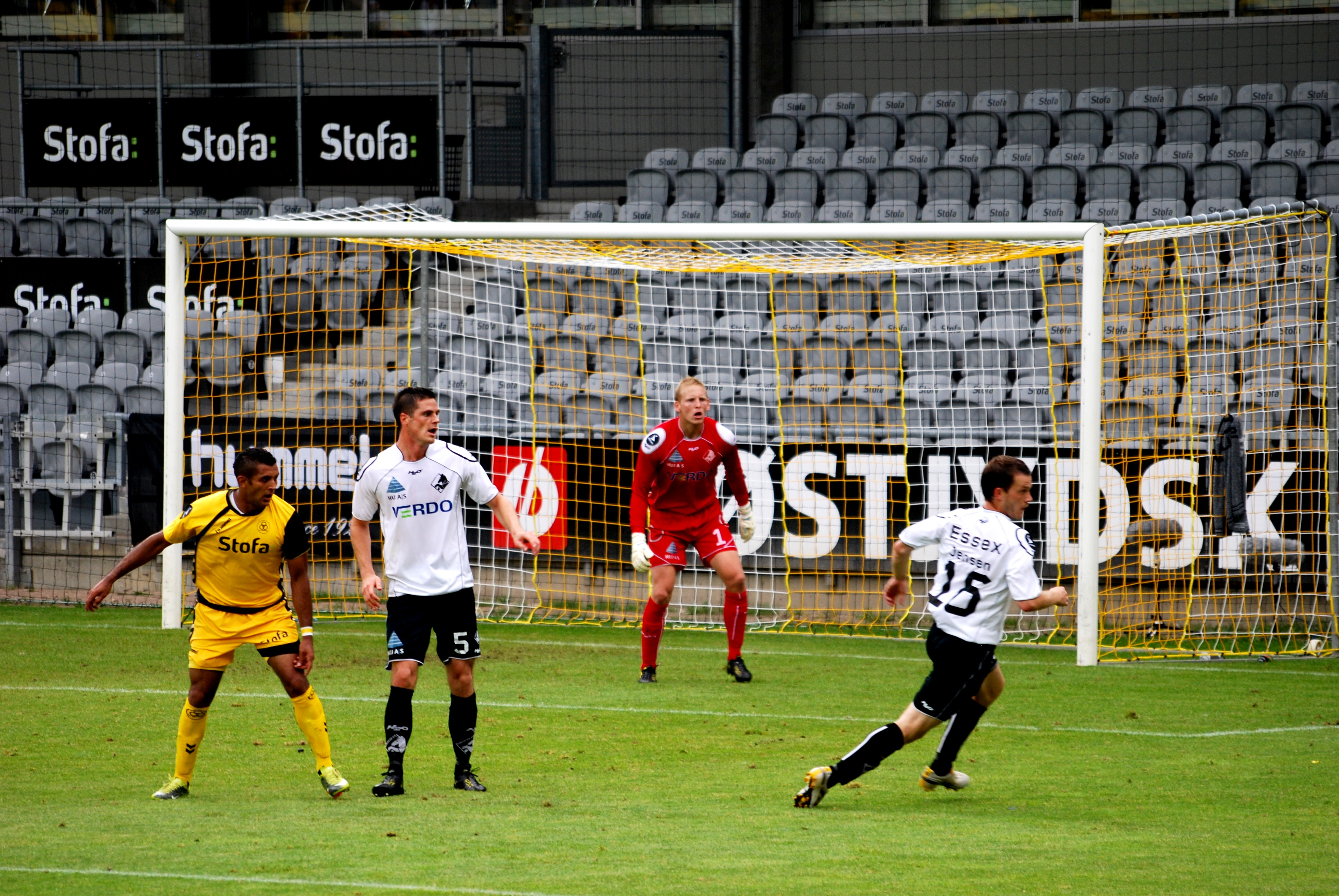
試合中のスタジアム